# Saint-André-le-Gaz
Saint-André-le-Gaz és un municipi francès situat al departament de la Isèra i a la regió d'Alvèrnia-Roine-Alps. L'any 2007 tenia 2.327 habitants.

## Demografia

### Població
El 2007 la població de fet de Saint-André-le-Gaz era de 2.327 persones. Hi havia 869 famílies de les quals 216 eren unipersonals (77 homes vivint sols i 139 dones vivint soles), 251 parelles sense fills, 344 parelles amb fills i 58 famílies monoparentals amb fills.
La població ha evolucionat segons el següent gràfic:
Habitants censats

### Habitatges
El 2007 hi havia 983 habitatges, 886 eren l'habitatge principal de la família, 50 eren segones residències i 48 estaven desocupats. 835 eren cases i 125 eren apartaments. Dels 886 habitatges principals, 675 estaven ocupats pels seus propietaris, 196 estaven llogats i ocupats pels llogaters i 14 estaven cedits a títol gratuït; 12 tenien una cambra, 42 en tenien dues, 138 en tenien tres, 267 en tenien quatre i 427 en tenien cinc o més. 740 habitatges disposaven pel capbaix d'una plaça de pàrquing. A 362 habitatges hi havia un automòbil i a 450 n'hi havia dos o més.

### Piràmide de població
La piràmide de població per edats i sexe el 2009 era:
| Homes | Edats   | Dones |
| ----- | ------- | ----- |
| 0     | 95 o +  | 0     |
| 0     | 90 a 94 | 16    |
| 20    | 85 a 89 | 20    |
| 4     | 80 a 84 | 8     |
| 20    | 75 a 79 | 52    |
| 20    | 70 a 74 | 36    |
| 52    | 65 a 69 | 76    |
| 60    | 60 a 64 | 60    |
| 36    | 55 a 59 | 36    |
| 56    | 50 a 54 | 68    |
| 80    | 45 a 49 | 76    |
| 96    | 40 a 44 | 64    |
| 60    | 35 a 39 | 40    |
| 92    | 30 a 34 | 80    |
| 48    | 25 a 29 | 56    |
| 48    | 20 a 24 | 36    |
| 76    | 15 a 19 | 52    |
| 68    | 10 a 14 | 64    |
| 80    | 5 a 9   | 96    |
| 64    | 0 a 4   | 56    |

## Economia
El 2007 la població en edat de treballar era de 1.435 persones, 1.091 eren actives i 344 eren inactives. De les 1.091 persones actives 982 estaven ocupades (531 homes i 451 dones) i 109 estaven aturades (55 homes i 54 dones). De les 344 persones inactives 127 estaven jubilades, 106 estaven estudiant i 111 estaven classificades com a «altres inactius».

### Ingressos
El 2009 a Saint-André-le-Gaz hi havia 904 unitats fiscals que integraven 2.404,5 persones, la mediana anual d'ingressos fiscals per persona era de 17.620 €.

### Activitats econòmiques
Dels 99 establiments que hi havia el 2007, 2 eren d'empreses alimentàries, 1 d'una empresa de fabricació de material elèctric, 8 d'empreses de fabricació d'altres productes industrials, 22 d'empreses de construcció, 18 d'empreses de comerç i reparació d'automòbils, 3 d'empreses de transport, 5 d'empreses d'hostatgeria i restauració, 1 d'una empresa d'informació i comunicació, 5 d'empreses financeres, 7 d'empreses immobiliàries, 11 d'empreses de serveis, 11 d'entitats de l'administració pública i 5 d'empreses classificades com a «altres activitats de serveis».
Dels 32 establiments de servei als particulars que hi havia el 2009, 1 era una oficina de correu, 2 tallers de reparació d'automòbils i de material agrícola, 1 autoescola, 4 paletes, 4 guixaires pintors, 3 fusteries, 3 lampisteries, 4 electricistes, 1 perruqueria, 3 restaurants, 5 agències immobiliàries i 1 saló de bellesa.
Dels 8 establiments comercials que hi havia el 2009, 1 era una gran superfície de material de bricolatge, 2 botiges de menys de 120 m², 1 una fleca, 1 una carnisseria, 1 una llibreria, 1 una perfumeria i 1 una floristeria.
L'any 2000 a Saint-André-le-Gaz hi havia 15 explotacions agrícoles que ocupaven un total de 318 hectàrees.

## Equipaments sanitaris i escolars
L'únic equipament sanitari que hi havia el 2009 era una farmàcia.
El 2009 hi havia 1 escola maternal i 2 escoles elementals.

## Poblacions més properes
El següent diagrama mostra les poblacions més properes.